# Aeroportul Municipal O'Neill
Aeroportul Municipal O'Neill (IATA: ONL, ICAO: KONL, FAA LID: ONL) este un aeroport din Nebraska, Statele Unite ale Americii ce deservește zona O'Neill⁠(d). A fost numit după zona deservită.
Situat la o altitudine de 619 m, aeroportul dispune de 2 piste.

## Infrastructură

### Piste
Aeroportul dispune de 2 piste. Pista 13/31 are suprafața de beton și dimensiunile 4.408 picioare × 75 picioare. Pista 04/22 are suprafața de beton și dimensiunile 3.200 picioare × 60 picioare. 